# The Bullet Vanishes
The Bullet Vanishes (消失的子彈T, 消失的子弹S, Xiaoshi de zidanP) è un film del 2012 scritto e diretto da Lo Chi-leung. La pellicola ha avuto un seguito ad opera del medesimo regista, Xiaoshi de xiongshou (2015), nel quale gli interpreti di Song Dong-lu e Fu Yuan riprendono i loro ruoli.

## Trama
Song Dong-lu è un poliziotto dalla ferrea onestà e dal grande ingegno, convinto che i carcerati siano «persone buone, che si sono corrotte». All'uomo viene assegnato un particolare caso: risolvere il mistero del "proiettile fantasma"; dopo l'assassinio di una giovane operaia ad opera del perfido Ding, proprietario della fabbrica in cui la donna lavorava, numerose persone iniziano a essere infatti uccise con proiettili che tuttavia risultano impossibili da trovare.
Nel corso dell'indagine, Dong-lu scopre la profonda corruzione presente nella polizia e infine, grazie anche al suggerimento di una detenuta con cui era entrato in confidenza, Fu Yuan, arriva alla soluzione del mistero: i colpevoli non erano solo Ding e i capi della polizia locale, ma anche Guo Zhui, l'investigatore che lo aveva aiutato nelle indagini e che aveva intrapreso una relazione con Piccola Allodola, giovane chiromante con cui i due erano entrati in contatto durante il caso. Guo Zhui sceglierà infine di suicidarsi, lasciando Don-lu in una pensosa malinconia.

## Distribuzione
In Cina la pellicola è stata distribuita a partire dal 14 agosto 2012 da Emperor Motion Pictures, mentre in Italia direttamente in DVD dal 5 maggio 2015, su distribuzione Tucker Film.

### Edizione italiana
La direzione del doppiaggio di The Bullet Vanishes è di Nicola Marcucci, assistito da Valeria Vidali, che insieme al marito Alessandro Budroni si è occupata anche dei dialoghi italiani dell'opera. La sonorizzazione è avvenuta presso la CTA di Roma, mentre il fonico di missaggio è Mauro Lopez.

## Riconoscimenti
- 2012 - Golden Horse Film Festival
  - Miglior truccatore/costumista a Stanley Cheung
  - Candidatura Miglior film a Law Chi-Leung
  - Candidatura Miglior montaggio sonoro a Phyllis Cheng
  - Candidatura Miglior colonna sonora a Tommy Wai, Teddy Robin Kwan
- 2013 - Hong Kong Film Critics Society Awards
  - Candidatura Miglior attore a Sean Lau
  - Candidatura Miglior regia a Law Chi-Leung
- 2013 - Huading Film Awards
  - Miglior attore a Nicholas Tse
  - Candidatura Miglior regia a Law Chi-Leung
  - Candidatura Miglior sceneggiatura a Law Chi-Leung, Yeung Sin-Ling
- 2013 - Hong Kong Film Awards
  - Candidatura Miglior film a Law Chi-Leung
  - Candidatura Miglior montaggio sonoro a Phyllis Cheng
  - Candidatura Miglior sceneggiatura a Law Chi-Leung, Yeung Sin-Ling
  - Candidatura Miglior colonna sonora a Tommy Wai, Teddy Robin Kwan
  - Candidatura Miglior fotografia a Chan Chi-Ying
  - Candidatura Miglior montaggio a Ron Chan, Kwong Chi-Leung
  - Candidatura Miglior direzione artistica a Silver Cheung, Lee Ki-wai
  - Candidatura Miglior truccatore/costumista a Stanley Cheung
  - Candidatura Miglior attore a Sean Lau
  - Candidatura Miglior attore non protagonista a Liu Kai-chi
  - Candidatura Miglior attrice non protagonista a Jiang Yi-Yan